# Powiat de Zamość
Pour les articles homonymes, voir Zamość (homonymie).
Le powiat de Zamość (en polonais, powiat zamojski) est un powiat de la voïvodie de Lublin, dans le sud-est de la Pologne.
Il a été créé le 1er janvier 1999, à la suite des réformes polonaises de gouvernement local édictées en 1998. 
Le siège administratif (chef-lieu) du powiat est la ville de Zamość, bien que celle-ci ne fasse pas partie du powiat ; la ville de Zamość est située à 87 km au sud-ouest de Lublin, la capitale de la voïvodie. Il y a trois petites villes dans le powiat : Szczebrzeszyn à 21 km à l'ouest de Zamość, Zwierzyniec à 24 km au sud-ouest de Zamość et Krasnobród à 22 km au sud de Zamość.
Le powiat a une superficie de 1 872,27 km2. En 2006, sa population totale est de 110 225 habitants, dont 5 299 habitants à Szczebrzeszyn, 3 344 habitants à Zwierzyniec, 3 047 habitants à Krasnobród, et une population rurale de 98 535 habitants.

## Division administrative
Le powiat de Zamość comprend 15 gminy (communes) (3 urbaines-rurales et 12 rurales) :
- 3 communes urbaines-rurales : Krasnobród, Szczebrzeszyn et Zwierzyniec ;
- 12 communes rurales : Adamów, Grabowiec, Komarów-Osada, Łabunie, Miączyn, Nielisz, Radecznica, Sitno, Skierbieszów, Stary Zamość, Sułów et Zamość.

Celles-ci sont inscrites dans le tableau suivant, dans l'ordre décroissant de la population.
| Gmina                                                   | Type         | Supérficie (km²) | Population (2006) | Chef-lieu     |
| Gmina Zamość                                            | rural        | 197,0            | 20 482            | Zamość *      |
| Gmina Szczebrzeszyn                                     | urbain-rural | 123,2            | 12 040            | Szczebrzeszyn |
| Gmina Krasnobród                                        | urbain-rural | 124,9            | 7 273             | Krasnobród    |
| Gmina Zwierzyniec                                       | urbain-rural | 156,8            | 7 251             | Zwierzyniec   |
| Gmina Sitno                                             | rural        | 112,1            | 6 774             | Sitno         |
| Gmina Radecznica                                        | rural        | 109,8            | 6 450             | Radecznica    |
| Gmina Miączyn                                           | rural        | 155,9            | 6 281             | Miączyn       |
| Gmina Łabunie                                           | rural        | 87,5             | 6 257             | Łabunie       |
| Gmina Nielisz                                           | rural        | 113,2            | 6 025             | Nielisz       |
| Gmina Skierbieszów                                      | rural        | 139,2            | 5 604             | Skierbieszów  |
| Gmina Komarów-Osada                                     | rural        | 122,8            | 5 552             | Komarów-Osada |
| Gmina Stary Zamość                                      | rural        | 97,2             | 5 456             | Stary Zamość  |
| Gmina Sułów                                             | rural        | 93,5             | 5 129             | Sułów         |
| Gmina Adamów                                            | rural        | 110,6            | 5 058             | Adamów        |
| Gmina Grabowiec                                         | rural        | 128,9            | 4 593             | Grabowiec     |
| * Le siège ne fait pas partie du territoire de la gmina |              |                  |                   |               |

## Démographie
Données du 30 juin 2005 :
| Description | Total   | Total | Femmes | Femmes | Hommes | Hommes |
| ----------- | ------- | ----- | ------ | ------ | ------ | ------ |
| Unité       | Nombre  | %     | Nombre | %      | Nombre | %      |
| Population  | 110 596 | 100   | 56 163 | 50,78  | 54 433 | 49,22  |
| Urbain      | 11 697  | 10,58 | 6 069  | 5,49   | 5 628  | 5,09   |
| Rural       | 98 899  | 89,42 | 50 094 | 45,29  | 48 805 | 44,13  |

## Histoire
De 1975 à 1998, les différentes gminy du powiat actuel appartenaient administrativement des anciennes voïvodies de Biała Podlaska et de Zamość.

Depuis 1999, elles font partie de la nouvelle voïvodie de Lublin.